# Barfi
Le barfi, barfee ou burfi est une confiserie sucrée à base de lait concentré d'Asie du Sud. Il fait partie de la catégorie des mithai. D'origine indienne, le nom dérive du terme persan barf qui signifie « neige ». 

## Ingrédients

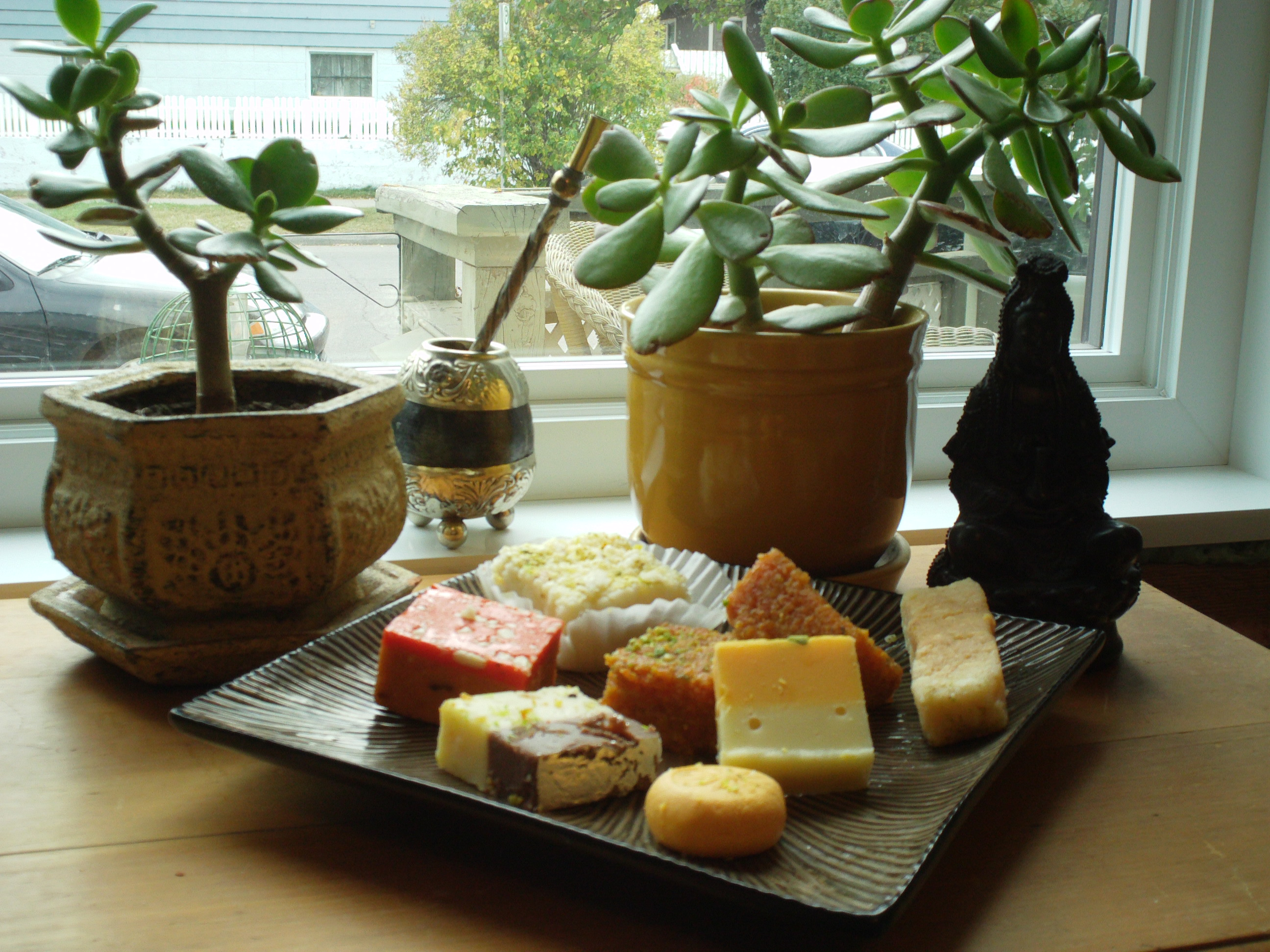
Assortiment de barfi aux amandes.

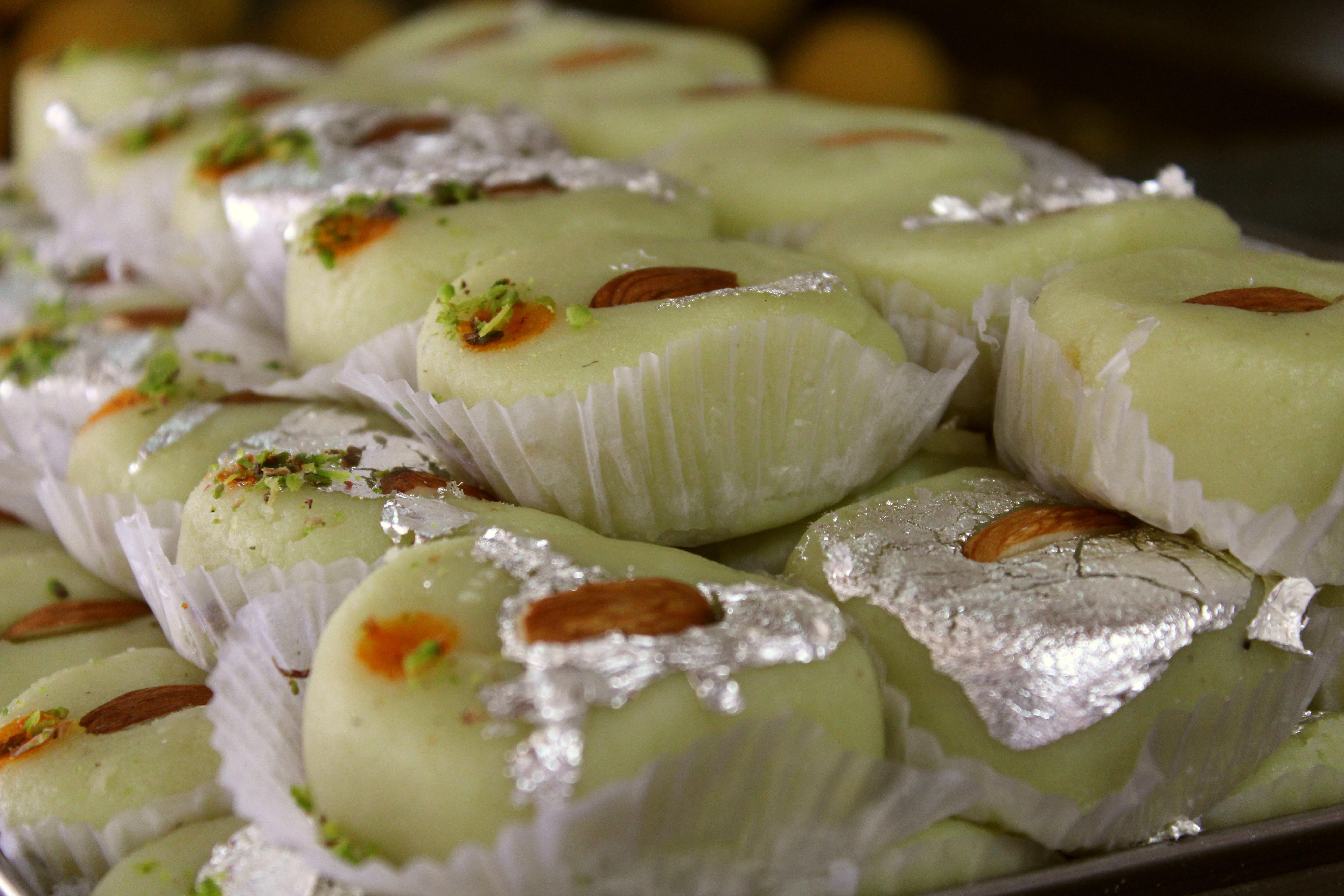
Mithai enveloppé dans une feuille d'argent.

Les principaux ingrédients des barfi sont le lait concentré et le sucre. Les ingrédients sont cuits ensemble jusqu'à ce que le mélange se solidifie. La saveur des barfi est souvent enrichie avec des fruits (tels que la mangue, la noix de coco, la figue), des noix (telles que la noix ou l'amande) et des épices (telles que la cardamome, l'eau de rose, le safran, le chocolat, le kaitha ou kewra). On en trouve même à la carotte. Ils sont habituellement coupés en carrés, en losanges et en ronds. Les barfi varient en couleur et en texture.
L'épice la plus populaire pour parfumer ce dessert est la cardamome. Toutefois, suivant la région où il est préparé, beaucoup d'arômes peuvent être ajoutés à ce dessert simple mais pourtant prisé. Pour servir cette confiserie aux grandes occasions comme les mariages, une feuille d'argent comestible (vark) est souvent ajoutée sur les côtés des barfi. Pour ajouter de la saveur et créer un contraste de couleur attrayant, les barfi sont souvent roulés dans des fruits secs broyés avant d'être servis.

## Consommation
Cette sucrerie convient aussi bien aux petites occasions qu'aux grands évènements formels, ce qui explique sa grande popularité qui ne faiblit pas. Cette confiserie est servie en Inde tout au long de l'année, mais est particulièrement consommée durant les fêtes, les cérémonies de mariage et les festivals religieux. Les barfi sont servis assez souvent pour Diwali, la fête hindoue célébrant les lumières. La cuisine traditionnelle hindoue est une partie importante de ces festivités annuelles, accompagnant les feux d'artifice et les lampes décorées spécialement fabriquées pour l'occasion.

## Types
Parmi les barfi les plus connus, on trouve le besan barfi, à base de farine de pois chiche, le kaaju barfi, à base de noix de cajou, le pista barfi, à base de pistaches moulues, et le sing barfi, à base de cacahuètes.